# SMC1A
La Proteína Estructural del Cromosoma 1A (en inglés Structural maintenance of chromosomes protein 1A) es una proteína que en el ser humano es codificada por el gen SMC1A una mutación en este gen humano provoca un tipo de epilepsia en el ser humano que sólo afecta a niñas y se caracteriza por retraso mental y epilepsia.

## Enfermedad que provoca
Las niñas que dan negativos en mutación PCDH19, con un fenotipo más grave, pueden dar positivo en mutación sin sentido o de cambio de marco en el gen SMC1A desarrollando una enfermedad más parecida al Síndrome de Rett, un grave tipo de epilepsia con discapacidad intelectual llamado Encefalopatía epiléptica y del desarrollo relacionada con SMC1A (SMC1A DEE)

## Función de la proteína
La cohesión adecuada de la  cromátida hermana es un requisito previo para la correcta segregación de los cromosomas durante la división celular. Se requiere complejo multiproteico para la cohesión de cromátidas hermanas. Este complejo está compuesto en parte por dos proteínas de mantenimiento estructural de cromosomas (SMC), SMC3 y SMC1L2. La mayoría de los complejos de cohesión se disocian de los cromosomas antes de la mitosis, aunque esos complejos permanecen en el cinetocoro. Por lo tanto, se cree que la proteína codificada es una parte importante de los cinetocoros funcionales. Además, esta proteína interactúa con el gen BRCA1 y es fosforilada por  ATM, lo que indica un papel potencial para esta proteína en reparación del ADN. Este gen, que pertenece a la familia de genes SMC, se encuentra en un área del cromosoma X que escapa a la inactivación del cromosoma X, es por ello que la mutación en un solo alelo de los cromosomas, provoca la enfermedad. Las mujeres están afectadas pero los fetos varones son inviables y no llegan a término.

## Interactions
Se ha demostrado que el gen SMC1A interacciona directamente proteína-proteína con el gen SMC3.

## Otras lecturas
- Nakajima D, Okazaki N, Yamakawa H, etal (2003). «Construction of expression-ready cDNA clones for KIAA genes: manual curation of 330 KIAA cDNA clones». DNA Res. 9 (3): 99-106. PMID 12168954. doi:10.1093/dnares/9.3.99.
- Brown CJ, Miller AP, Carrel L, etal (1995). «The DXS423E gene in Xp11.21 escapes X chromosome inactivation». Hum. Mol. Genet. 4 (2): 251-5. PMID 7757075. doi:10.1093/hmg/4.2.251.
- Matoba R, Okubo K, Hori N, etal (1994). «The addition of 5'-coding information to a 3'-directed cDNA library improves analysis of gene expression». Gene 146 (2): 199-207. PMID 8076819. doi:10.1016/0378-1119(94)90293-3.
- Nagase T, Seki N, Ishikawa K, etal (1996). «Prediction of the coding sequences of unidentified human genes. V. The coding sequences of 40 new genes (KIAA0161-KIAA0200) deduced by analysis of cDNA clones from human cell line KG-1». DNA Res. 3 (1): 17-24. PMID 8724849. doi:10.1093/dnares/3.1.17.
- Chen Y, Sharp ZD, Lee WH (1997). «HEC binds to the seventh regulatory subunit of the 26 S proteasome and modulates the proteolysis of mitotic cyclins». J. Biol. Chem. 272 (38): 24081-7. PMID 9295362. doi:10.1074/jbc.272.38.24081.
- Schmiesing JA, Ball AR, Gregson HC, etal (1998). «Identification of two distinct human SMC protein complexes involved in mitotic chromosome dynamics». Proc. Natl. Acad. Sci. U.S.A. 95 (22): 12906-11. PMC 23650. PMID 9789013. doi:10.1073/pnas.95.22.12906.
- Zheng L, Chen Y, Lee WH (1999). «Hec1p, an evolutionarily conserved coiled-coil protein, modulates chromosome segregation through interaction with SMC proteins». Mol. Cell. Biol. 19 (8): 5417-28. PMC 84384. PMID 10409732. doi:10.1128/mcb.19.8.5417.
- Losada A, Yokochi T, Kobayashi R, Hirano T (2000). «Identification and characterization of SA/Scc3p subunits in the Xenopus and human cohesin complexes». J. Cell Biol. 150 (3): 405-16. PMC 2175199. PMID 10931856. doi:10.1083/jcb.150.3.405.
- Sumara I, Vorlaufer E, Gieffers C, etal (2000). «Characterization of vertebrate cohesin complexes and their regulation in prophase». J. Cell Biol. 151 (4): 749-62. PMC 2169443. PMID 11076961. doi:10.1083/jcb.151.4.749.
- Revenkova E, Eijpe M, Heyting C, etal (2001). «Novel meiosis-specific isoform of mammalian SMC1». Mol. Cell. Biol. 21 (20): 6984-98. PMC 99874. PMID 11564881. doi:10.1128/MCB.21.20.6984-6998.2001.
- Gregson HC, Schmiesing JA, Kim JS, etal (2002). «A potential role for human cohesin in mitotic spindle aster assembly». J. Biol. Chem. 276 (50): 47575-82. PMID 11590136. doi:10.1074/jbc.M103364200.
- Andersen JS, Lyon CE, Fox AH, etal (2002). «Directed proteomic analysis of the human nucleolus». Curr. Biol. 12 (1): 1-11. PMID 11790298. doi:10.1016/S0960-9822(01)00650-9.
- Kim ST, Xu B, Kastan MB (2002). «Involvement of the cohesin protein, Smc1, in Atm-dependent and independent responses to DNA damage». Genes Dev. 16 (5): 560-70. PMC 155347. PMID 11877376. doi:10.1101/gad.970602.
- Yazdi PT, Wang Y, Zhao S, etal (2002). «SMC1 is a downstream effector in the ATM/NBS1 branch of the human S-phase checkpoint». Genes Dev. 16 (5): 571-82. PMC 155356. PMID 11877377. doi:10.1101/gad.970702.
- Gregson HC, Van Hooser AA, Ball AR, etal (2003). «Localization of human SMC1 protein at kinetochores». Chromosome Res. 10 (4): 267-77. PMID 12199140. doi:10.1023/A:1016563523208.
- Strausberg RL, Feingold EA, Grouse LH, etal (2003). «Generation and initial analysis of more than 15,000 full-length human and mouse cDNA sequences». Proc. Natl. Acad. Sci. U.S.A. 99 (26): 16899-903. PMC 139241. PMID 12477932. doi:10.1073/pnas.242603899.
- Stewart GS, Wang B, Bignell CR, etal (2003). «MDC1 is a mediator of the mammalian DNA damage checkpoint». Nature 421 (6926): 961-6. PMID 12607005. doi:10.1038/nature01446.
- Wang Y, Qin J (2004). «MSH2 and ATR form a signaling module and regulate two branches of the damage response to DNA methylation». Proc. Natl. Acad. Sci. U.S.A. 100 (26): 15387-92. PMC 307577. PMID 14657349. doi:10.1073/pnas.2536810100.